# Stilizzazione

Rappresentazione stilizzata di una donna e un uomo

Nelle arti soprattutto figurative, la stilizzazione è la rappresentazione di un soggetto nei suoi soli tratti essenziali; le figure così rappresentate sono dette "stilizzate". A seconda del contesto, il termine "stilizzazione" può essere usato informalmente come sinonimo di "semplificazione", oppure in senso più specifico, per esempio riferendosi a un particolare stile di rappresentazione della realtà proprio di un determinato periodo storico, artista, movimento pittorico e così via. A questa accezione più ampia del termine fa riferimento il celebre aforisma di Albert Camus "l'arte è sempre stilizzazione".
Le rappresentazioni visuali stilizzate sono largamente utilizzate anche a fini non artistici, come strumenti di comunicazione non verbale; per esempio, ne fa largo uso la segnaletica stradale. Alcune immagini stilizzate, per esempio le figure di uomo e donna usate sulle porte d'ingresso delle toilette pubbliche, sono diventate standard internazionali per rappresentare determinati concetti.
Il termine "stilizzazione" viene spesso usato per estensione con riferimento ad arti non figurative; per esempio, si può parlare di stilizzazione con riferimento a un'opera letteraria, intendendo che certi personaggi, situazioni o eventi sono descritti solo per sommi capi o grossolanamente, senza sfumature o dettagli.